# Worth (New York)
Worth város az Amerikai Egyesült Államok New York államában, Jefferson megyében. Lakosainak száma 198 fő (2020. április 1.).

## Népesség
A település népességének változása:

| 2010 | 231 |
| 2020 | 198 |